# Garthorpe
Garthorpe – wieś w Anglii, w hrabstwie Leicestershire, w dystrykcie Melton. Leży 30 km na północny wschód od miasta Leicester i 148 km na północ od Londynu.